# Casper De Norre
Casper De Norre (ur. 7 lutego 1997 w Hasselt) – belgijski piłkarz grający na pozycji środkowego obrońcy. Od 2020 jest zawodnikiem klubu OH Leuven.

## Kariera klubowa
Swoją piłkarską karierę De Norre rozpoczynał w juniorach takich klubów jak: BS Sport Berbroek-Schulen (2003-2005), Sint-Truidense VV (2005-2008), KRC Genk (2008-2013) i Standard Liège (2013-2015). W 2015 roku został ponownie zawodnikiem Sint-Truidense VV. 9 kwietnia 2016 zadebiutował w nim w pierwszej lidze belgijskiej w zremisowanym 1:1 wyjazdowym meczu z Royalem Charleroi. W sezonie 2016/2017 został wypożyczony do trzecioligowego ASV Geel. Po powrocie grał jeszcze w Sint-Truidense do końca 2018 roku.
4 stycznia 2019 De Norre został piłkarzem KRC Genk, do którego przeszedł za 4 miliony euro. Swój debiut w nim zaliczył 2 lutego 2019 w zwycięskim 2:1 wyjazdowym meczu z Waasland-Beveren. W sezonie 2018/2019 wywalczył z Genkiem tytuł mistrza Belgii, a latem 2019 zdobył z nim Superpuchar Belgii.
W październiku 2020 De Norre odszedł na wypożyczenie do Oud-Heverlee Leuven. Zadebiutował w nim 18 października 2020 w zremisowanym 2:2 domowym meczu z Anderlechtem. W lipcu 2021 został wykupiony przez Leuven za milion euro.
| Sezon   | Klub              | Kraj   | Rozgrywki       | Mecze | Gole |
| ------- | ----------------- | ------ | --------------- | ----- | ---- |
| 2015/16 | Sint-Truidense VV | Belgia | Eerste klasse A | 2     | 0    |
| 2016/17 | ASV Geel          | Belgia | Nationaal 1     | 30    | 11   |
| 2017/18 | Sint-Truidense VV | Belgia | Eerste klasse A | 36    | 0    |
| 2018/19 | Sint-Truidense VV | Belgia | Eerste klasse A | 19    | 2    |
| 2018/19 | KRC Genk          | Belgia | Eerste klasse A | 11    | 0    |
| 2019/20 | KRC Genk          | Belgia | Eerste klasse A | 13    | 0    |
| 2020/21 | OH Leuven         | Belgia | Eerste klasse A | 23    | 1    |

## Kariera reprezentacyjna
De Norre grał w młodzieżowych reprezentacjach Belgii na szczeblach U-17 i U-21. Z tą drugą wystąpił na Mistrzostwach Europy U-21 w Piłce Nożnej 2019.